# Copa de Clubs Campions Àrabs 1988
La Copa de clubs campions àrabs 1988 és la sisena edició d'aquest torneig de futbol en l'àmbit de clubs àrabs organitzat per la UAFA i que va comptar amb la participació de 12 equips representants d'Àfrica del Nord i l'Orient Mitjà, 2 més que a l'edició anterior, incloent per primer cop equips dels Emirats Àrabs Units, Oman, Sudan i Mauritània.
L'Ettifaq FC de l'Aràbia Saudita va guanyar al Club Africain de Tunísia a la final jugada a Xarjah, en els Emirats Àrabs Units i es proclamà campió del torneig per primer cop.

## Equips participants
12 equips juguen el torneig :
- MC Oran - Subcampió d'Algèria 1986-1987
- Club africain - Subcampió de Tunísia 1986-1987
- Kawkab de Marrakech - Subcampió del Marroc 1986-1987
- Warf Nouakchott - Representant del campionat de Mauritània
- Al Rasheed - Campió d'Iraq 1986-1987 i guanyador de la V edició de la Copa de Clubs Campions Àrabs
- Al Shabab Bagdad - 3r classificat a la Lliga d'Iraq 1986-1987
- Ettifaq FC - Campió de l'Aràbia Saudita 1986-1987
- Jableh SC - Campió de Síria 1986-1987
- Sharjah SC - Campió dels Emirats Àrabs Units 1986-1987
- Kazma Sporting Club - Campió de Kuwait 1986-1987
- Al Merreikh Omdurman - Subcampió de Sudan 1986-1987
- Fanja Club - Campió d'Oman 1986-1987

## Ronda Preliminar
El Club Africain de Tunísia i el KAC Marrakech de Marroc van arribar a la fase final després d'eliminar l'MC Oran d'Algèria i al Warf Nouakchott de Mauritània en un quadrangular eliminatori.

## Fase Final

### Grup A
|                      | Resultat |                      |
| -------------------- | -------- | -------------------- |
| Fanja SC             | 2-0      | Jableh SC            |
| Club Africain        | 2-1      | Al Merreikh Omdurman |
| Club Africain        | 2-0      | Jableh SC            |
| Al Rasheed           | 2-1      | Fanja SC             |
| Club Africain        | 1-1      | Al Rasheed           |
| Al Merreikh Omdurman | 2-2      | Jableh SC            |
| Al Rasheed           | 1-0      | Al Merreikh Omdurman |
| Club Africain        | 0-0      | Fanja SC             |
| Jableh SC            | 1-0      | Al Rasheed           |
| Fanja SC             | 1-0      | Al Merreikh Omdurman |

| Club                 | G | E | P | GF | GC | Pts. |
| -------------------- | - | - | - | -- | -- | ---- |
| Club Africain        | 2 | 2 | 0 | 5  | 2  | 6    |
| Fanja SC             | 2 | 1 | 1 | 4  | 2  | 5    |
| Al Rasheed           | 2 | 1 | 1 | 4  | 3  | 5    |
| Jableh SC            | 1 | 1 | 2 | 3  | 6  | 3    |
| Al Merreikh Omdurman | 0 | 1 | 3 | 3  | 6  | 1    |

### Grup B
|                 | Resultat |                 |
| --------------- | -------- | --------------- |
| Sharjah SC      | 2-2      | Ettifaq FC      |
| Al Shabab       | 0-0      | Raja Casablanca |
| Sharjah SC      | 0-2      | Al Shabab       |
| Raja Casablanca | 1-0      | Kazma SC        |
| Sharjah SC      | 2-1      | Kazma SC        |
| Ettifaq FC      | 2-2      | Al Shabab       |
| Sharjah SC      | 0-0      | Raja Casablanca |
| Ettifaq FC      | 3-1      | Kazma SC        |
| Ettifaq FC      | 1-0      | Raja Casablanca |
| Al Shabab       | 0-1      | Kazma SC        |

| Club            | G | E | P | GF | GC | Pts. |
| --------------- | - | - | - | -- | -- | ---- |
| Ettifaq FC      | 2 | 2 | 0 | 8  | 5  | 6    |
| Al Shabab       | 1 | 2 | 1 | 4  | 3  | 4    |
| Raja Casablanca | 1 | 2 | 1 | 1  | 1  | 4    |
| Sharjah SC      | 1 | 2 | 1 | 4  | 5  | 4    |
| Kazma SC        | 1 | 0 | 3 | 3  | 6  | 2    |

El KAC Marrakech va ser substituït pel Raja Casablanca com a representant del Marroc.

## Semifinals
|               | Resultat    |           |
| ------------- | ----------- | --------- |
| Ettifaq FC    | 3-1         | Fanja SC  |
| Club Africain | 2-2 (4-2 p) | Al Shabab |

## Tercer Lloc
|           | Resultat |          |
| --------- | -------- | -------- |
| Al Shabab | 3-2      | Fanja SC |

## Final
|            | Resultat    |               |
| ---------- | ----------- | ------------- |
| Ettifaq FC | 1-1 (4-2 p) | Club Africain |

## Campió
| Copa de Campions Àrabs 1988 |
| --------------------------- |
| Aràbia Saudita              |
| Ettifaq FC 1r títol         |